# Lúčky (Ružomberok)
Lúčky es un municipio del distrito de Ružomberok en la región de Žilina, Eslovaquia, con una población estimada a final del año 2024 de 1576 habitantes.
Se encuentra ubicado al sur de la región, cerca del curso alto del río Váh (cuenca hidrográfica del Danubio) y de la frontera con la región de Banská Bystrica.

## Demografía
| Año        | 1994 | 2004    | 2014    | 2024     |
| ---------- | ---- | ------- | ------- | -------- |
| Población  | 1720 | 1736    | 1818    | 1576     |
| Diferencia |      | +0,93 % | +4,72 % | −13,31 % |

| Año        | 2023 | 2024    |
| ---------- | ---- | ------- |
| Población  | 1597 | 1576    |
| Diferencia |      | −1,31 % |